# St. Thomas und Maria (Hodenhagen)

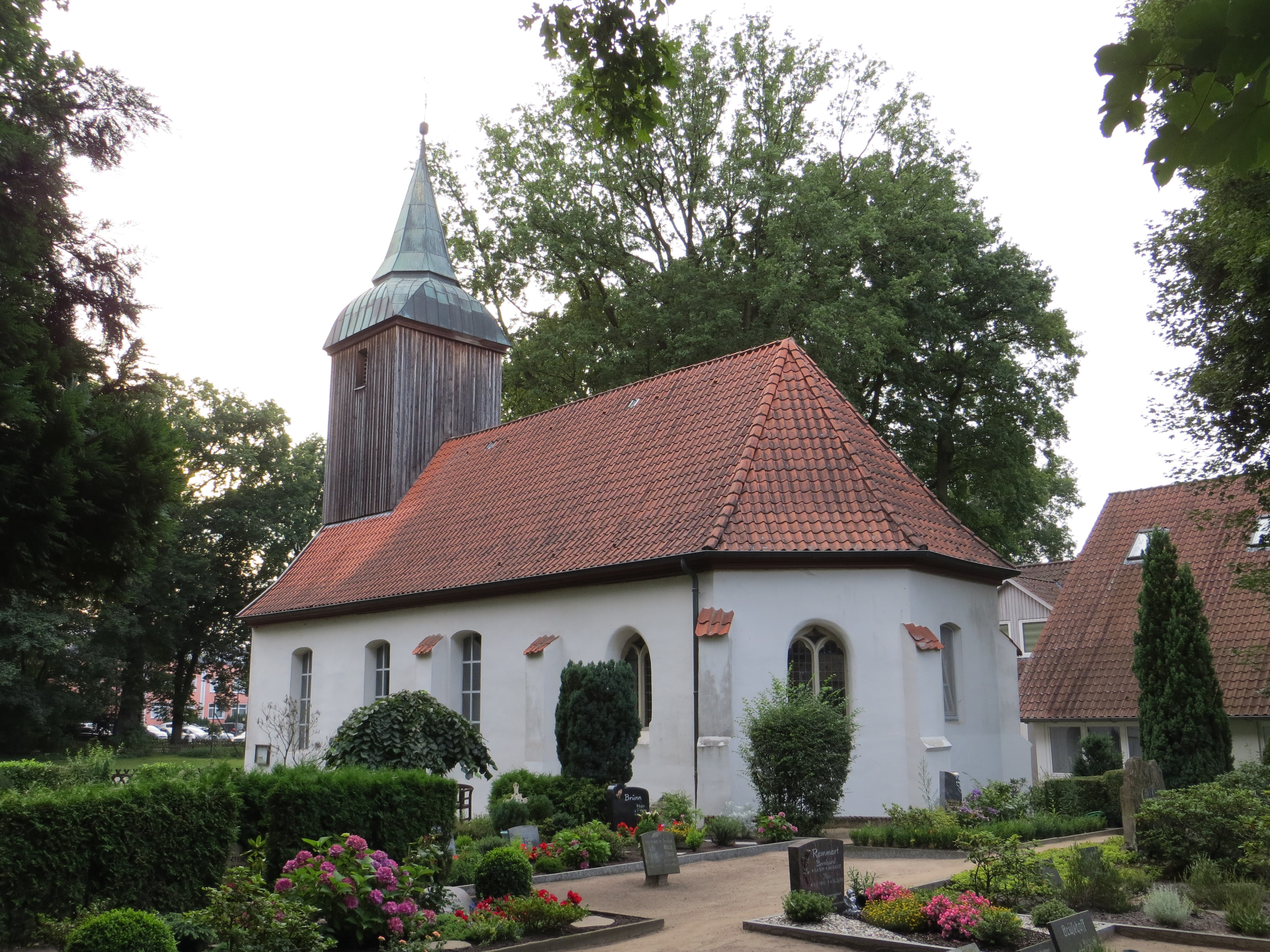
St. Thomas und Maria

Die evangelisch-lutherische denkmalgeschützte Kapelle St. Thomas und Maria steht am Kapellenweg von Hodenhagen, einer Gemeinde im Landkreis Heidekreis in Niedersachsen. Sie gehört zur Kirchengemeinde Ahlden im Kirchenkreis Walsrode der Evangelisch-lutherischen Landeskirche Hannovers.

## Geschichte
Die Geschichte der evangelischen Kapelle St. Thomas und Maria geht bis in das Jahr 1300 zurück. Von dieser Kapelle sind noch Teile des Chores vorhanden. Erneuert wurde diese Kapelle 1425 vom Gutsbesitzer Hodenberg und laut einer Inschrift erneut im Jahre 1768. In den 1980er Jahren wurde die Kapelle einschließlich der Orgel renoviert.

## Beschreibung

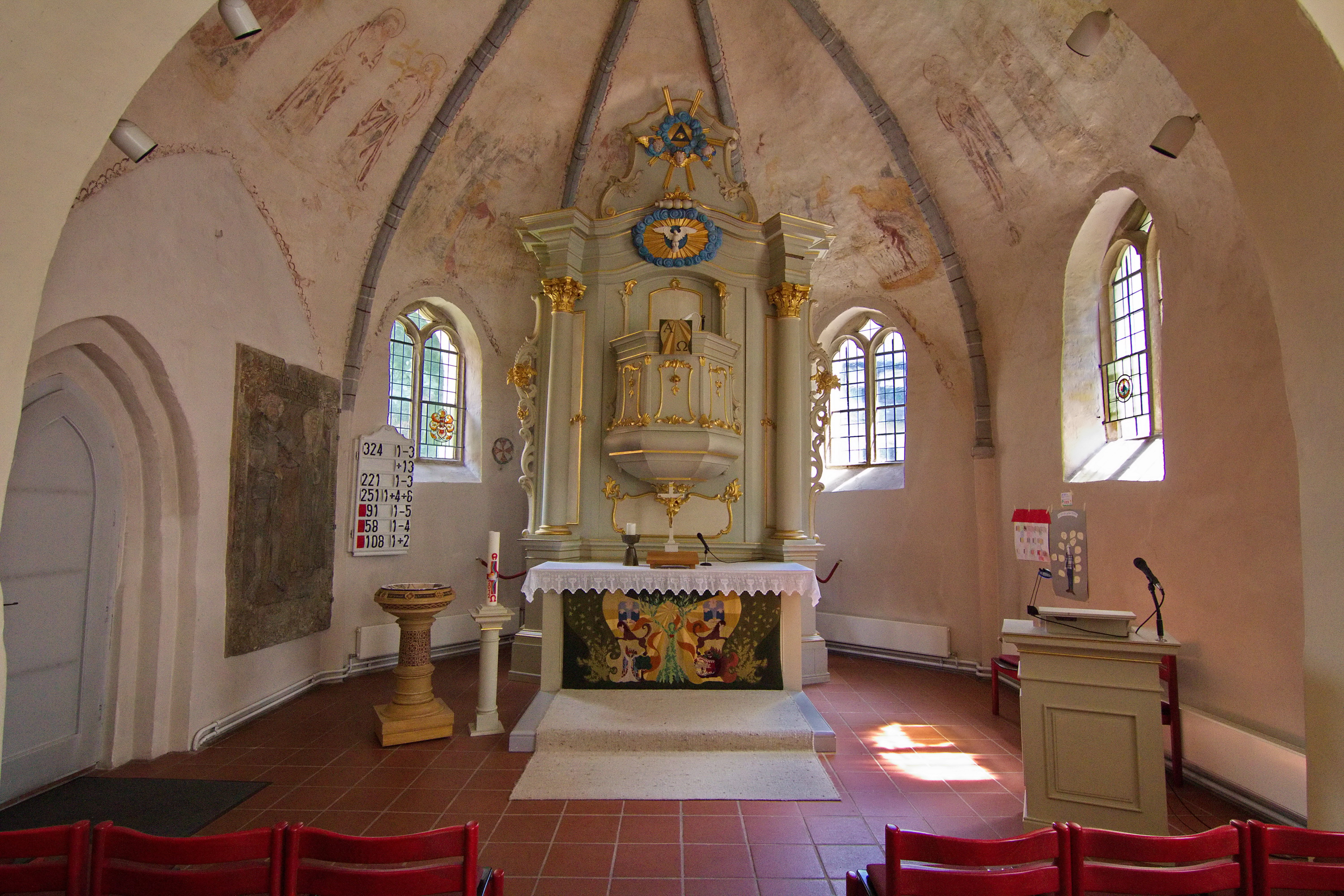
Chor

Die schlichte, einheitlich verputzte Saalkirche hat einen Chor mit einem dreiseitigen Abschluss im Osten und einen Dachturm im Westen. Die Wände des Kirchenschiffs und des Chors werden von Strebepfeilern gestützt. Der im Innenraum mit einem Gewölbe überspannte Chor hat zum Teil einfache Maßwerkfenster, das mit einem hölzernen Tonnengewölbe eingedeckte Kirchenschiff hat Segmentbogenfenster. Zur Kirchenausstattung gehört ein 1769 gestifteter Kanzelaltar. Ein Kruzifix stammt vom Ende des 15. Jahrhunderts. In der Kapelle befinden sich eine Grabplatte für Marquardt v. Hodenberg und seiner Frau, die eine ganzfigurige Darstellung der Verstorbenen zeigt, und ein Epitaph für Ortgise v. Hodenberg und seine Frau Magdalena v. Bothmer. Die Glocke im Dachturm stammt aus dem Jahre 1839.

## Orgel

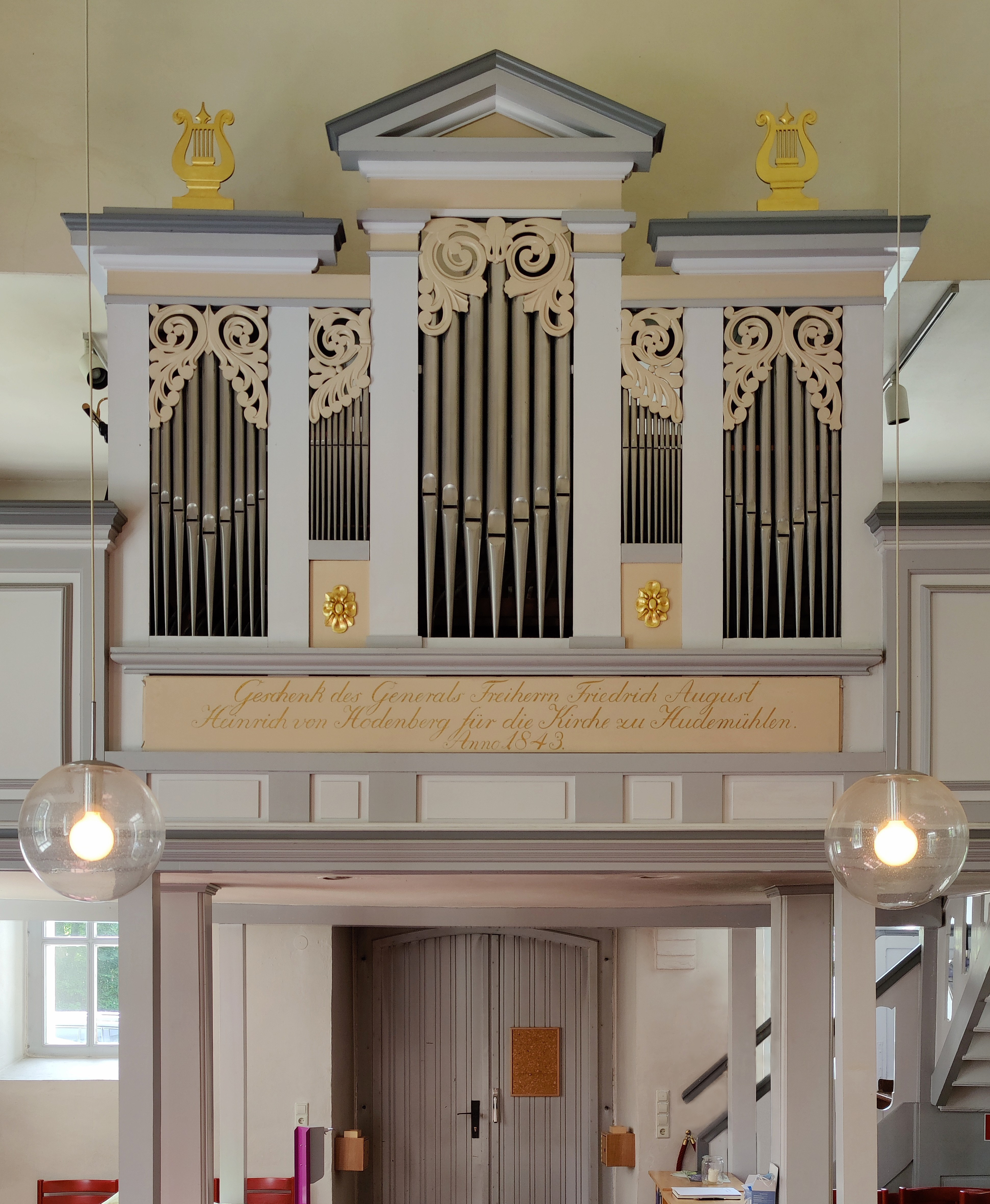
Meyer-Orgel von 1842

Orgelbauer Ernst Wilhelm Meyer baute 1842 eine Brüstungsorgel. Sie ist eine Stiftung, worauf eine Inschrift unten am Prospekt hinweist: „Geschenk des Generals Freiherrn Friedrich August Heinrich von Hodenberg für die Gemeinde Hudemühlen. Anno 1843“. Sie wurde 1981 restauriert und 2018 durch Orgelbau Lodahl saniert. Die Disposition lautet wie folgt:
| I Manual C–f3 |    |
| Octave        | 8′ |
| Rohrflöte     | 8′ |
| Salicional    | 8′ |
| Principal     | 4′ |
| Gemshorn      | 4′ |
| Octave        | 2′ |

| Pedal C–c1 |     |
| Subbass    | 16′ |
| Oktavbass  | 8′  |
| Oktavbass  | 4′  |